# Justine Roberts
Justine Juliette Alice Roberts (nascida em outubro de 1967) é a fundadora e diretora executiva dos sites britânicos Mumsnet e Gransnet.

## Vida pregressa
Justine Roberts foi educada na Guildford High School e no New College, Oxford, no Reino Unido, onde estudou Filosofia, Política e Economia.

## Carreira
Justine Roberts foi listada no "Poder 100" do Media Guardian de 2010. Junto com a co-fundadora da Mumsnet, Carrie Longton, ela foi eleita a número 7 na "Lista de Poder 2013" da BBC Woman's Hour das mulheres mais poderosas do Reino Unido.
Em maio de 2011, Justine Roberts fundou o Gransnet, um site irmão do Mumsnet, para maiores de 50 anos.
Ela apareceu no The Media Show expressando preocupações sobre a legislação para regular os blogs, e em maio de 2013 ela apareceu no programa Great Lives da BBC Radio 4, nomeando o gerente de futebol Bill Shankly. Em 24 de dezembro de 2015, Justine Roberts foi listado pela empresa britânica Richtopia na lista dos 500 Diretores Executivos mais influentes do mundo.
Justine Roberts foi nomeada Comandante da Ordem do Império Britânico (CBE) nas Honras de Ano Novo de 2017 por serviços prestados à economia.

## Vida pessoal
Justine Roberts casou-se com o jornalista Ian Katz pouco antes de fundar a Mumsnet. Eles tiveram quatro filhos. O casal se separou em 2019 e, desde janeiro de 2023, Justine Roberts está em um novo relacionamento.

## Reconhecimento
Em 2013, Justine Roberts foi reconhecida pela BBC como uma das 100 mulheres mais inspiradoras do mundo.